# A Linfield Egyetem nevezetes személyeinek listája
Az alábbi listán a Linfield Egyetem nevezetes hallgatói, munkatársai és oktatói szerepelnek.

## Hallgatók

### Jog és közigazgatás
- Jan Lee, az oregoni képviselőház tagja[1]
- Joe Medicine Crow, történész, indián törzsfőnök, második világháborús veterán, akit az Elnöki Szabadság-érdemrenddel tüntettek ki[2]
- Thomas A. McBride, a Legfelsőbb Bíróság bírója[3]

### Művészetek és szórakoztatóipar
- Amy Tan, író[4]
- Aparna Brielle, színész[5]
- Laura Gibson, zenész[6]
- Patrick Nickell, szobrász[7]
- Reid Blackburn, fotóművész[8]
- Shane McCrae, költő[9]

### Sport
- Ad Rutschman, amerikaifutball-edző[10]
- Fred von Appen, amerikaifutball-edző[11]
- Mark Few, kosárlabdaedző[12]
- Randy Mueller, a Miami Dolphins és a New Orleans Saints amerikaifutball-csapatok vezérigazgatója[13]
- Roger Baker, olimpikon kézilabdázó[14]
- Scott David Brosius, baseballjátékos[15]
- Sharon Shepherd, diszkoszvető és lövész[16]

### Tanárképzés
- Daniel O’Leary, szerves vegyész[17]
- Josikava Muneo, író[18]
- Kenneth Scott Latourette, a Yale nyugdíjazott oktatója[19]
- Lorie A. Fridell, kriminológus[20]
- Raymond Culver, a Shimer Főiskola negyedik rektora[21]
- Susan Hyde, a Berkeley Egyetem politikatudományi oktatója[22]

### Tudományok
- Augustus C. Kinney, TBC-szakértő[23]
- Jane Claire Dirks-Edmunds, biológus és író[24]
- Jessica Gill, az agysérülések kutatója, a Nemzeti Orvosi Akadémia tagja[25]
- Raemer Schreiber, kísérleti fizikus, a Manhattan terv egyik kidolgozója[26]

## Oktatók
- Alyssa Lampe, birkózóedző[27]
- Andrea Reinkemeyer, zeneszerző, zenei oktató[28]
- Dan Spencer, baseballedző[29]
- John Wesley Johnson, 1863 és 1867 között az intézmény oktatója, később az Oregoni Egyetem rektora[30]
- Joseph Smith, amerikaifutball-edző és -játékos[31]
- Steve Simmons, labdarúgóedző[32]

## Egyéb
- Albin Walter Norblad, Jr., politikus, igazgatótanácsi tag[33]
- Edith Green, politikus, az igazgatótanács tagja, az egyetem díszdoktora[34]
- Fred Rogers, műsorvezető, díszdoktor[35]
- William G. Everson, a Linfield Főiskola rektora 1938 és 1943 között[36]

## Fordítás
- Ez a szócikk részben vagy egészben  a   List of Linfield University people című angol Wikipédia-szócikk ezen változatának fordításán alapul.  Az eredeti cikk szerkesztőit annak laptörténete sorolja fel. Ez a jelzés csupán a megfogalmazás eredetét és a szerzői jogokat jelzi, nem szolgál a cikkben szereplő információk forrásmegjelöléseként.